# Eupithecia harrisonata
Eupithecia harrisonata là một loài bướm đêm trong họ Geometridae.